# Melbylejren
Melbylejren er navnet på et tidligere militært øvelsesterræn og kaserne i Asserbo Plantage, en del af Tisvilde Hegn afgrænset af Kattegat. Lejren er således ejet af Skov- og Naturstyrelsen og ligger i Halsnæs Kommune. Under 2. verdenskrig brugte tyskerne lejren. Under bombningen af Shell-huset, fløj enkelte britiske fly på tilbagevejen hen over Melbylejren. 2 unge tyske rekrutter åbnede ild mod flyene, hvorefter den ene af piloterne smed en håndgranat ned mod dem. Granaten landede dog lidt uden for lejren. De 2 rekrutter blev meget hurtigt orienteret af kommandanten om ikke at åbne ild uden tilladelse.
I 1903 indgik Forsvaret en lejekontrakt med en varighed på 100 år. Ved kontraktens udløb i 2003 hørte den militære anvendelse således op, men Forsvaret opretholdt kontrakten, da de ejede alle bygninger på området og disse skulle fjernes ved en eventuel opsigelse af lejekontrakten.
Den præcise fremtidige anvendelse er ikke klarlagt. Byrådet har dog vedtaget, at området skal benyttes til erhverv – gerne turisme.
Melbylejren blev i 2015 jævnet med jorden, og området gendannes som naturområde.

## Ekstern kilde/henvisning
1. ↑  Efter Melbylejr kommer lyng Arkiveret 7. september 2017 hos  Wayback Machine Kim Larsen, nytomnordsjaelland.dk 21. Oktober 2015 hentet 7. september 2017

56°1′3″N 11°59′32″Ø / 56.01750°N 11.99222°Ø
| Militær | Spire Denne artikel om militær er en spire som bør udbygges. Du er velkommen til at hjælpe Wikipedia ved at udvide den. |